# Saumont
Saumont – miejscowość i gmina we Francji, w regionie Nowa Akwitania, w departamencie Lot i Garonna.
Według danych na rok 1990 gminę zamieszkiwały 142 osoby, a gęstość zaludnienia wynosiła 21 osób/km² (wśród 2290 gmin Akwitanii Saumont plasuje się na 1034. miejscu pod względem liczby ludności, natomiast pod względem powierzchni na miejscu 1299.).